# Шкилбены
Шкилбены (Шкилбаны, латыш. Šķilbani) — населённый пункт в Вилякском крае Латвии. Входит в состав Шкилбенской волости. Находится у региональной автодороги P45 (Виляка — Карсава). Расстояние до города Балви составляет около 32 км. Рядом протекает река Рика. По данным на 2015 год, в населённом пункте проживало 203 человека.

## История
Во времена Российской империи в селе располагалась помещичья усадьба. В советское время населённый пункт был центром Шкилбенского сельсовета Балвского района. В селе располагался совхоз «Шкилбены».

## Известные уроженцы
- Ковалевский, Аркадий Макарович  (1897—1944) — советский военачальник, полковник.